# Daniel Wass
Daniel Wass (Gladsaxe, Dinamarca, 31 de mayo de 1989) es un futbolista danés. Juega de centrocampista o defensa y su equipo es el Brøndby IF de la Superliga de Dinamarca.

## Trayectoria
Daniel Wass llegó a la Liga española para disputar la temporada 2015-16, después de mostrar un muy buen rendimiento en la Ligue 1 con el sorprendente Évian Thonon Gaillard F. C.
Jugó durante tres temporadas consecutivas en el Celta de Vigo, donde tuvo excelentes actuaciones, despertando el interés de los grandes equipos españoles.
En la temporada 2018-19 pasó a engrosar las filas del Valencia C. F., con el que firmó por cuatro temporadas. En el equipo valencianista estuvo hasta el 27 de enero de 2022, momento en el que fue traspasado al Atlético de Madrid. Con el conjunto colchonero firmó un contrato para lo que quedaba de campaña y una más.
El 12 de agosto de 2022 volvió al Brøndby IF, equipo de su país en el que empezó su carrera.

## Selección nacional
Ha sido internacional con la selección de fútbol de Dinamarca en 44 ocasiones. Debutó el 9 de febrero de 2011, en un encuentro amistoso ante la selección de Inglaterra que finalizó con marcador de 2-1 a favor de los ingleses.

### Participaciones en Eurocopas
| Eurocopa                | Sede              | Resultado    |
| ----------------------- | ----------------- | ------------ |
| Eurocopa Sub-21 de 2011 | Dinamarca         | Primera fase |
| Eurocopa 2012           | Polonia y Ucrania | Primera fase |
| Eurocopa 2020           | Europa            | Semifinales  |

### Participaciones en Mundiales
| Mundial      | Sede  | Resultado    |
| ------------ | ----- | ------------ |
| Mundial 2022 | Catar | Primera fase |

## Estadísticas

### Clubes
Actualizado al último partido disputado el 17 de agosto de 2025.
| Club                        | País                | Año                 | Partidos | Goles |
| --------------------------- | ------------------- | ------------------- | -------- | ----- |
| Brøndby I. F.               | Dinamarca           | 2006-2009           | 50       | 2     |
| Fredrikstad F. K.           | Noruega             | 2009                | 3        | 1     |
| Brøndby I. F.               | Dinamarca           | 2010-2011           | 49       | 8     |
| S. L. Benfica               | Portugal            | 2011                | 0        | 0     |
| Évian Thonon Gaillard F. C. | Francia             | 2011-2015           | 147      | 27    |
| R. C. Celta de Vigo         | España              | 2015-2018           | 136      | 14    |
| Valencia C. F.              | España              | 2018-2022           | 152      | 10    |
| Atlético de Madrid          | España              | 2022                | 1        | 0     |
| Brøndby I. F.               | Dinamarca           | 2022-               | 105      | 8     |
| Total en su carrera         | Total en su carrera | Total en su carrera | 643      | 69    |

## Palmarés

### Títulos nacionales
| Título       | Club           | País   | Año     |
| ------------ | -------------- | ------ | ------- |
| Copa del Rey | Valencia C. F. | España | 2018-19 |